# Wat zou je doen (Marco Borsato & Ali B)
Wat zou je doen is een single en hit van de Nederlandse zanger Marco Borsato en rapper Ali B. Het nummer werd voor het eerst ten gehore gebracht tijdens Borsato's de Kuip-concerten in 2004.
Het nummer is een bewerking van het liedje Nooit meer een morgen (Engelse versie: " The Last Day"), dat oorspronkelijk op het album De bestemming uit 1998 stond. Tijdens de Kuip-concerten zong Borsato het samen met Ali B in deze nieuwe versie. Het was niet voor het eerst dat Borsato een nieuwe versie van een bestaand liedje op single uitbracht, want in 1996 scoorde hij met de 5 mei-versie van Vrij zijn, waar de tekst niet meer ging over een meisje dat geen relatie wilde hebben, maar over mensen die gebukt onder oorlogen vrij willen zijn.
De opbrengsten van Wat zou je doen gingen naar War Child. Dit was ook al het geval met Borsato's single de Speeltuin (de dubbele A-kant van Het water) uit 1998.
Wat zou je doen kwam eind september 2004 nieuw binnen op nummer 1 in de Nederlandse hitlijsten. Het stond in totaal 4 weken op nummer 1, maar werd twee weken onderbroken doordat André Hazes met Zij gelooft in mij op nummer 1 terechtkwam. In het verleden was het nog maar 3 keer eerder gebeurd dat een plaat meerdere keren op nummer 1 stond. In Vlaanderen werd Wat zou je doen niet uitgebracht, maar Laat me gaan.
Voor Borsato was het zijn 8e nummer 1-hit, en de derde op rij. Ali B scoorde twee hits tegelijkertijd, doordat zijn vorige single Ik ben je zat nog steeds in de top 5 stond.
In het programma Kopspijkers werd een parodie getoond met als titel "Wat moet je doen".

## Tracklist
1. Wat zou je doen (Live in de Kuip)
2. Lentesneeuw (Live in de Kuip)

## Hitnoteringen

### Nederlandse Top 40
| Hitnotering: 25-09-2004 t/m 29-01-2005 | Hitnotering: 25-09-2004 t/m 29-01-2005 | Hitnotering: 25-09-2004 t/m 29-01-2005 | Hitnotering: 25-09-2004 t/m 29-01-2005 | Hitnotering: 25-09-2004 t/m 29-01-2005 | Hitnotering: 25-09-2004 t/m 29-01-2005 | Hitnotering: 25-09-2004 t/m 29-01-2005 | Hitnotering: 25-09-2004 t/m 29-01-2005 | Hitnotering: 25-09-2004 t/m 29-01-2005 | Hitnotering: 25-09-2004 t/m 29-01-2005 | Hitnotering: 25-09-2004 t/m 29-01-2005 | Hitnotering: 25-09-2004 t/m 29-01-2005 | Hitnotering: 25-09-2004 t/m 29-01-2005 | Hitnotering: 25-09-2004 t/m 29-01-2005 | Hitnotering: 25-09-2004 t/m 29-01-2005 | Hitnotering: 25-09-2004 t/m 29-01-2005 | Hitnotering: 25-09-2004 t/m 29-01-2005 | Hitnotering: 25-09-2004 t/m 29-01-2005 | Hitnotering: 25-09-2004 t/m 29-01-2005 | Hitnotering: 25-09-2004 t/m 29-01-2005 |
| Week:                                  | 1                                      | 2                                      | 3                                      | 4                                      | 5                                      | 6                                      | 7                                      | 8                                      | 9                                      | 10                                     | 11                                     | 12                                     | 13                                     | 14                                     | 15                                     | 16                                     | 17                                     | 18                                     |                                        |
| -------------------------------------- | -------------------------------------- | -------------------------------------- | -------------------------------------- | -------------------------------------- | -------------------------------------- | -------------------------------------- | -------------------------------------- | -------------------------------------- | -------------------------------------- | -------------------------------------- | -------------------------------------- | -------------------------------------- | -------------------------------------- | -------------------------------------- | -------------------------------------- | -------------------------------------- | -------------------------------------- | -------------------------------------- | -------------------------------------- |
| Positie:                               | 1                                      | 1                                      | 2                                      | 2                                      | 1                                      | 1                                      | 2                                      | 2                                      | 5                                      | 6                                      | 6                                      | 6                                      | 12                                     | 22                                     | 22                                     | 22                                     | 23                                     | 31                                     | uit                                    |

### NederlandseSingle Top 100
| Hitnotering: 18-09-2004 t/m 05-03-2005 | Hitnotering: 18-09-2004 t/m 05-03-2005 | Hitnotering: 18-09-2004 t/m 05-03-2005 | Hitnotering: 18-09-2004 t/m 05-03-2005 | Hitnotering: 18-09-2004 t/m 05-03-2005 | Hitnotering: 18-09-2004 t/m 05-03-2005 | Hitnotering: 18-09-2004 t/m 05-03-2005 | Hitnotering: 18-09-2004 t/m 05-03-2005 | Hitnotering: 18-09-2004 t/m 05-03-2005 | Hitnotering: 18-09-2004 t/m 05-03-2005 | Hitnotering: 18-09-2004 t/m 05-03-2005 | Hitnotering: 18-09-2004 t/m 05-03-2005 | Hitnotering: 18-09-2004 t/m 05-03-2005 | Hitnotering: 18-09-2004 t/m 05-03-2005 | Hitnotering: 18-09-2004 t/m 05-03-2005 | Hitnotering: 18-09-2004 t/m 05-03-2005 | Hitnotering: 18-09-2004 t/m 05-03-2005 | Hitnotering: 18-09-2004 t/m 05-03-2005 | Hitnotering: 18-09-2004 t/m 05-03-2005 | Hitnotering: 18-09-2004 t/m 05-03-2005 | Hitnotering: 18-09-2004 t/m 05-03-2005 | Hitnotering: 18-09-2004 t/m 05-03-2005 | Hitnotering: 18-09-2004 t/m 05-03-2005 | Hitnotering: 18-09-2004 t/m 05-03-2005 | Hitnotering: 18-09-2004 t/m 05-03-2005 | Hitnotering: 18-09-2004 t/m 05-03-2005 | Hitnotering: 18-09-2004 t/m 05-03-2005 |
| Week:                                  | 1                                      | 2                                      | 3                                      | 4                                      | 5                                      | 6                                      | 7                                      | 8                                      | 9                                      | 10                                     | 11                                     | 12                                     | 13                                     | 14                                     | 15                                     | 16                                     | 17                                     | 18                                     | 19                                     | 20                                     | 21                                     | 22                                     | 23                                     | 24                                     | 25                                     |                                        |
| -------------------------------------- | -------------------------------------- | -------------------------------------- | -------------------------------------- | -------------------------------------- | -------------------------------------- | -------------------------------------- | -------------------------------------- | -------------------------------------- | -------------------------------------- | -------------------------------------- | -------------------------------------- | -------------------------------------- | -------------------------------------- | -------------------------------------- | -------------------------------------- | -------------------------------------- | -------------------------------------- | -------------------------------------- | -------------------------------------- | -------------------------------------- | -------------------------------------- | -------------------------------------- | -------------------------------------- | -------------------------------------- | -------------------------------------- | -------------------------------------- |
| Positie:                               | 15                                     | 1                                      | 2                                      | 2                                      | 2                                      | 1                                      | 1                                      | 2                                      | 3                                      | 4                                      | 3                                      | 4                                      | 7                                      | 10                                     | 12                                     | 16                                     | 12                                     | 11                                     | 18                                     | 28                                     | 25                                     | 52                                     | 51                                     | 57                                     | 76                                     | uit                                    |

### NPO Radio 2 Top 2000
| Nummer met noteringen in de NPO Radio 2 Top 2000 | '06  | '07 | '08  | '09 | '10  | '11  | '12 | '13  | '14  | '15  | '16  | '17  | '18  | '19  |
| ------------------------------------------------ | ---- | --- | ---- | --- | ---- | ---- | --- | ---- | ---- | ---- | ---- | ---- | ---- | ---- |
| Wat zou je doen                                  | 1025 | 699 | 1537 | 689 | 1175 | 1071 | -   | 1572 | 1891 | 1303 | 1484 | 1878 | 1444 | 1593 |

1. ↑  Een '-' betekent dat het nummer niet was genoteerd en een vetgedrukt getal geeft de hoogste notering aan.
2. ↑  2006 was het eerste jaar met een notering voor dit nummer.
3. ↑  Deze tabel is bijgewerkt tot en met de laatste editie (2024).

## Covers
- In 2021 bracht Hape Kerkeling onder de titel Einen einzigen Tag een Duitstalige cover uit. [2]